# Datura stramonium

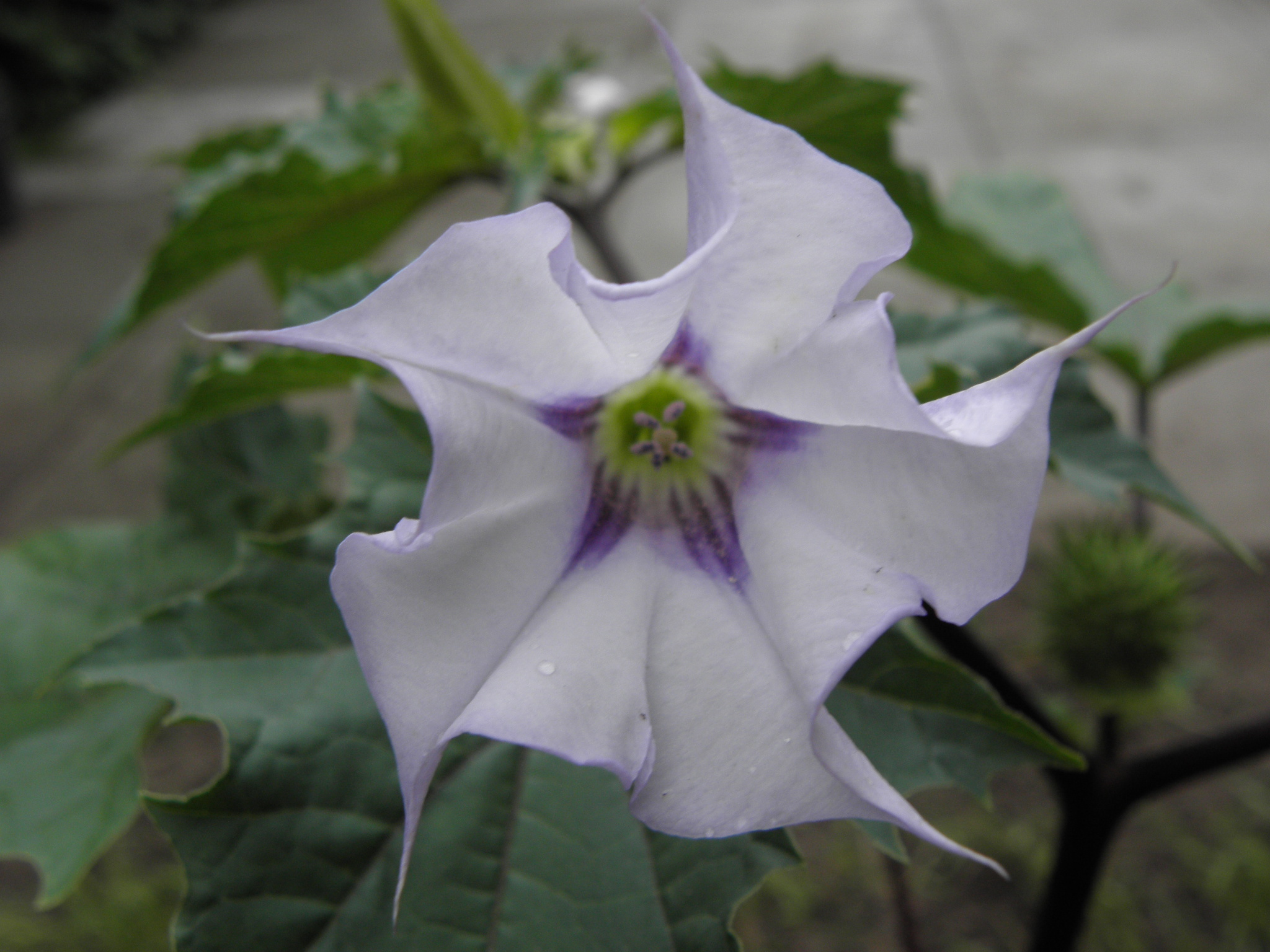
Flor, vista cenital.

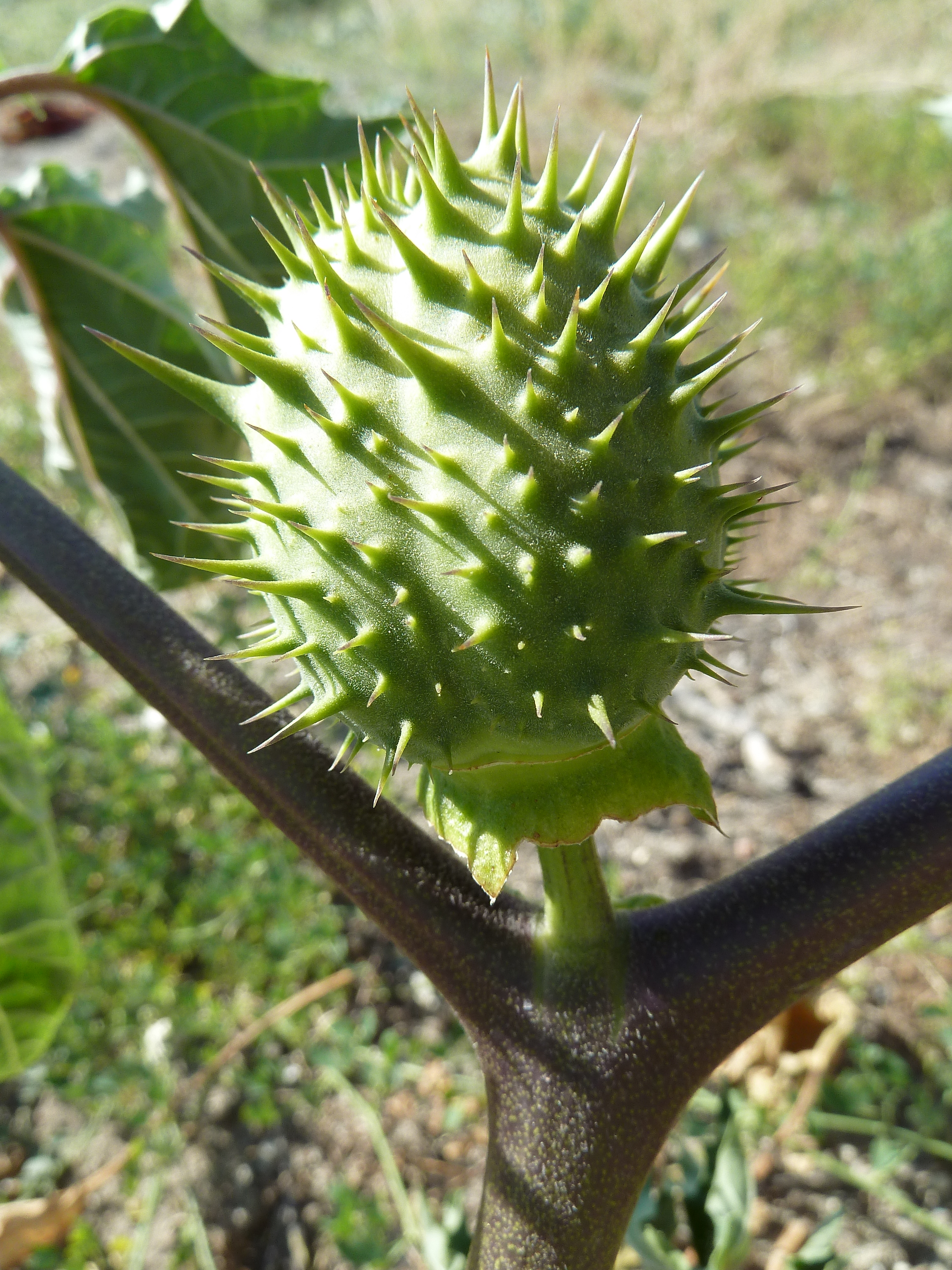
Fruto inmaduro, con el habitual residuo basal del cáliz.

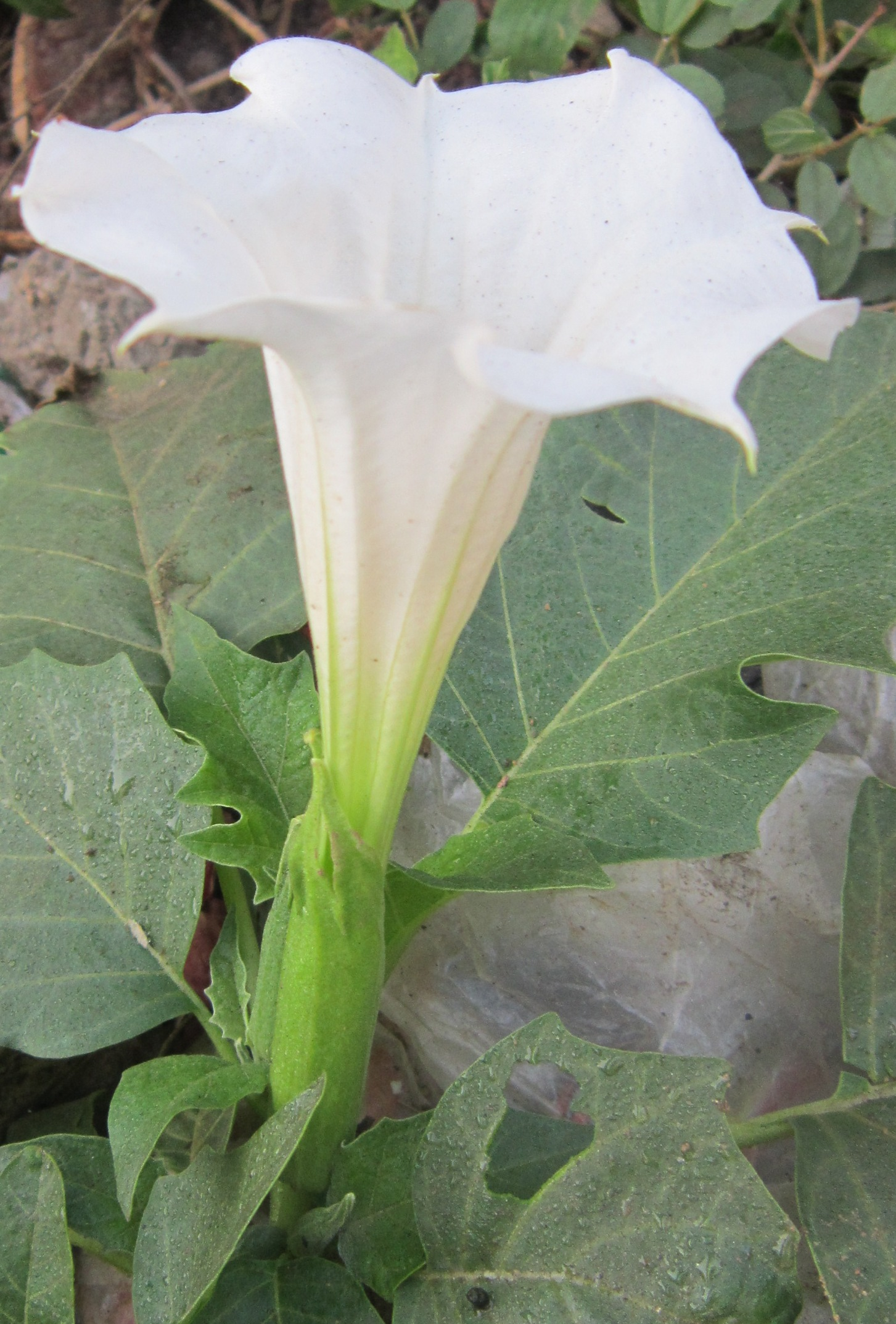
Detalle de la flor

El estramonio (Datura stramonium) es una especie de planta angiosperma del género Datura, de la familia Solanaceae.
El estramonio es una planta venenosa cosmopolita, de la familia de las solanáceas. Se encuentra naturalizada en zonas templadas de todo el mundo. El género Datura contiene varias especies parecidas y polimorfas, todas ellas tóxicas de las cuales el estramonio es la más extendida. Crece en zonas cálidas eutrofizadas como orillas de ríos, establos, estercoleros, escombreras y vertederos de basuras. Es capaz de adaptarse a todo tipo de suelos, desarrollándose de manera  más vigorosa en los suelos húmedos con nitratos abundantes. No es consumida por el ganado, quizá por su desagradable olor.
Entre las sustancias constituyentes características se encuentran alcaloides tropánicos, que en pequeñas cantidades son tóxicos o estupefacientes, como la atropina, la hiosciamina y la escopolamina, caracterizados por provocar reacciones anticolinérgicas en dosis pequeñas y por causar el síndrome atropínico o incluso la muerte en cantidades mayores.
Suele confundirse con el toloatzin o toloache mexicano (Datura innoxia, que se consideró inofensiva -como indica su nombre específico- pero que en realidad tiene los mismos efectos que el estramonio) y con el floripondio o floripón (Brugmansia arborea, la cual tiene todas las partes altamente tóxicas).

## Descripción
Es una hierba anual, laxamente pubescente, con pelos unicelulares cortos, blancos, en general adpresos y algunos más largos y pluricelulares. 
Los tallos miden de 10 a 190 cm, cilíndricos, en general con ramificación falsamente dicótoma, glabros o pubescentes, al menos con una fila de pelos, cuando jóvenes con algunas glándulas amarillentas. 
Hojas dentadas (ovadas, ovado-lanceoladas, oblanceoladas o romboideas), en general agudas, pecioladas, las más inferiores enteras, el resto de sinuadas a irregularmente lobadas; pecíolo de 4-120 mm, en general con una fila de pelos en la cara superior, con algunas glándulas amarillentas cuando jóvenes; limbo 25-240 por 15-220 mm, cuneado, con frecuencia asimétrico en la base, con los nervios principales prominentes al menos por el envés y alados, ciliado y pubescente al menos en los nervios cuando joven. Inflorescencia reducida a una sola flor, axilar.
Flores actinomorfas, hermafroditas, ebracteadas, cortamente pediceladas; pedicelos de 4-10 mm en la floración y hasta de 15 mm en la fructificación, erectos, pubescentes. Cáliz de 25-55 por 4-15 mm, tubuloso, pubescente al menos cuando joven; tubo de 20-50 mm, más largo que los lóbulos; lóbulos de 3-10 por 2,2-5 mm, desiguales, triangular-lanceolados, ciliados; parte persistente del cáliz  de 3,5-10 mm. Corola de 55-110 mm, infundibuliforme, con cinco pequeños lóbulos que se prolongan en un apéndice triangular lanceolado, blanca o azul-violeta, normalmente con quince nervios, glabra externamente, con cinco pliegues internos desde la base hasta la inserción de los filamentos, cubiertos de tricomas cortos y adpresos. 
Estambres insertos más o menos a la misma altura, en la mitad inferior de la corola, ligeramente desiguales; filamentos de 20-35 mm, libres, más largos que las anteras, con el mismo indumento en la base que los pliegues de la corola; anteras de 2,5-7 por 1-1,7 mm, ovoides o elipsoides, rara vez débilmente cordiformes, amarillas o negruzcas, con finos y largos pelos en los márgenes después de la dehiscencia. Estilo de 35-65 mm, comprimido.
Fruto erecto de 16-45 por 13-45 mm, ovoide, elipsoide o más o menos esférico, dehiscente por cuatro valvas, con más de treinta y cinco espinas, pardo, pubescente, con pelos muy cortos y a veces con algunas glándulas amarillentas; espinas de 1-10(14) por 0,5-2(3,5) mm, ligeramente desiguales, glabras o pubescentes en la base. Semillas de 3-4 por 2,5-3,5 mm, reniformes, densa y diminutamente foveoladas, negras.

## Citología
- 2n=24[3]

## Ecología
Es especie de hábitat terrestre, ruderal y arvense.
Las plantas del género Datura eran conocidas desde la Antigüedad, descritas por autores como Dioscórides. En la actualidad esta especie es cosmopolita y muy común en Europa, donde se usa en jardinería. En España y otras zonas de clima templado crece desde el nivel del mar, especialmente en terrenos que han sufrido perturbaciones y tienen altos contenidos en nitrógeno, como huertas recién labradas y terrenos removidos para construcción, entre otros. En México crece en bosques de encino, pino, pino-encino y otras coníferas, a una altitud de 1900 a 2500 m s. n. m.. En Chile se encuentra entre la Región de Arica y Parinacota y la Región de La Araucanía, además del Archipiélago de Juan Fernández.

## Taxonomía
Datura stramonium fue descrita por Carlos Linneo y publicado en Species Plantarum, vol. 1, p. 179 en 1753.
Etimología
Datura: nombre genérico que  proviene del hindi dhatūrā ("manzana espinosa") por el aspecto de los frutos, latinizado. El nombre se utilizaba ya en sánscrito.
stramonium: etimología incierta
Sinonimia
- Stramonium foetidum Scop.
- Stramonium spinosum Lam.
- Stramonium tatula (L.)
- Stramonium vulgatum Gaertn.
- Datura bernhardii Lundstr.
- Datura bertolonii Parl. ex Guss.
- Datura cabanesii P.Fourn.
- Datura capensis Bernh.
- Datura ferocissima Cabanès & P.Fourn.
- Datura ferox Nees nom. illeg.
- Datura hybrida Ten.
- Datura inermis Juss. ex Jacq.
- Datura laevis L.f.
- Datura loricata Bernh.
- Datura lurida Salisb.
- Datura microcarpa Godr.
- Datura muricata Godr. nom. illeg.
- Datura pseudostramonium Bernh.
- Datura stramonium var. canescens Roxb.
- Datura stramonium var. chalybea Koch
- Datura stramonium f. godronii (Danert) Geerinck & Walravens
- Datura stramonium var. gordonii Danert
- Datura stramonium f. inermis (Juss. ex Jacq.) Hupke
- Datura stramonium var. inermis (Juss. ex Jacq.) Fernald
- Datura stramonium var. tatula (L.) Decne.
- Datura stramonium f. tatula (L.) B.Boivin
- Datura stramonium var. tatula (L.) Torr.
- Datura tatula L.
- Datura wallichii Dunal [5][2][6]

## Importancia económica y cultural

### Historia
El uso del estramonio en Europa se conoce desde la Antigüedad Clásica: Dioscórides en su De materia medica ya describe sus propiedades psicoactivas y su toxicidad si la dosis es alta.
Se tiene constancia que dicha planta era usada por los antiguos griegos en las fiestas en honor al dios Dioniso llamadas después por los romanos Bacanales.
El estramonio fue cultivado en Inglaterra por John Gerard, hacia el final del siglo XVI, a partir de semillas obtenidas en Constantinopla (Turquía).
El uso de la droga se debe, en gran parte, a las experiencias de Anton von Störck.
La denominación genérica Datura deriva del nombre del veneno dhât, que se prepara a partir de especies de India y fue utilizado por los miembros de la letal secta thag.

## Farmacología
Es una planta psicoactiva y sus alcaloides, a partir de determinadas dosis, presentan efectos neurotóxicos. De todas las partes de este vegetal, las semillas son las más tóxicas, ya que más de 30 pueden constituir una dosis letal. Contiene los alcaloides: hiosciamina, escopolamina y atropina. 
Dosis tóxicas, con cantidades ingeridas de 5 g de atropina y 4 g de escopolamina para un adulto. 
La actividad anticolinérgica de estos alcaloides produce un delirio alucinatorio incontrolable de numerosas horas, cuando no la muerte, puesto que es la más venenosa de todas las solanáceas, potencialmente peligrosa incluso en su uso chamánico, aunque ha sido empleada para prácticas adivinatorias desde la antigüedad. A partir de Datura stramonium el químico alemán Albert Ladenburg (Albert Ladenburg) aisló en 1881 la escopolamina.
Su uso está restringido a algunas poblaciones nativas de América, sobre todo las hojas que las usan en altares, los chamanes la fumaban junto con el tabaco para entrar en trance. Evidencias arqueológicas y arqueobotánicas indican su presencia en contextos funerarios en el período alfarero temprano del centro de Chile (Planella et al. 2006). En la cultura mapuche existe la práctica de suministrar a los niños una vez en su vida esta planta, llamada «miyaye» en idioma mapudungun, para predecir su futuro de acuerdo con el comportamiento que tengan al estar bajo sus efectos.
Muy pequeñas cantidades bastan para inducir una intoxicación grave o mortal y la ingestión de cuatro o cinco gramos de hojas basta para matar a un niño. Se ha documentado un caso de intoxicación colectiva ocurrido en Jamestown, Estados Unidos, en 1616, cuando con ocasión de una rebelión el capitán John Smith dio a sus soldados una ensalada que contenía unas pocas hojas de datura. También se han reportado casos en los que esta planta se ha utilizado para cometer violaciones, ya que puede provocar pérdida de control voluntario del movimiento.
En 1992, varios casos de desviación del uso de las especialidades a base de estramonio, cigarrillos presentados como sedantes para el asma, aconsejaron a las autoridades francesas retirarlas del mercado. También se dio en Estados Unidos y Reino unido.
Se pueden utilizar todos los órganos de la planta. Muy a menudo se ingieren las semillas, con menos frecuencia se usan las raíces, las hojas, las flores o el tallo. En la mayoría de los casos el órgano se consume directamente, pero a veces el consumidor prepara con él una infusión para beber o en algún caso, empapar un cigarrillo.

### Manifestaciones clínicas
Los primeros síntomas aparecen enseguida después de la ingestión (10-20 minutos en caso de infusión): sequedad de la boca, trastornos visuales, debilidad muscular. Después aparecen trastornos de comportamiento y una especie de desorientación espacio-temporal. El individuo puede estar agitado, atáxico, a veces convulsivo y agresivo, su lenguaje suele ser incoherente.
El individuo está ligeramente congestionado, su cara y cuello enrojecidos, su piel caliente y seca.
Las alucinaciones visuales, auditivas o táctiles son casi constantes. A veces se evoluciona hacia la somnolencia y un coma interrumpido por fases de agitación.
El regreso a la normalidad es de uno a dos días, pero, cuando las dosis son altas los episodios de alucinación pueden durar cuatro días y las capacidades amnésicas quedar alteradas durante una semana.

### Tratamiento
Lavado de estómago, administración de carbón activo. El estado de agitación obliga a veces al médico a recetar sedantes. 
Varios autores preconizan el uso de un inhibidor de la colinesterasa, la fisostigmina: 0,5 a 0,2 mg (0,01-0,003 mg/kg) [Klein-Schwartz y Oderda, 1984 ] o 1-4 mg de intravenosa lenta [ Spoerke y Hall, 1990 ]. La inyección es renovable a los 15 minutos, este tratamiento debe aplicarse con prudencia, la sobredosis de fisostigmina es generadora de convulsiones.

### Toxicidad en animales
Las intoxicaciones de herbívoros rara vez se deben a la ingestión de la planta fresca: su olor y sabor son disuasivos.
Es posible que algunos forrajes y semillas contaminados (maíz y soja) den lugar a episodios tóxicos, así como las tortas de pienso. Los síntomas son típicos: midriasis, taquicardia, taquipnea y postración.
Los datos disponibles sugieren que el ganado rumiante es más sensible a los alcaloides de Datura que otras especies.
Después de la exposición a semillas de Datura, en piensos concentrados para rumiantes, se observaron signos de toxicidad a niveles superiores a 0,5 mg de hiosciamina y a más de 0,1 mg de escopolamina por kg de peso corporal, mientras que los niveles de hasta 0,3 mg/kg de peso corporal (alcaloides totales) fueron tolerados

## Nombres comunes

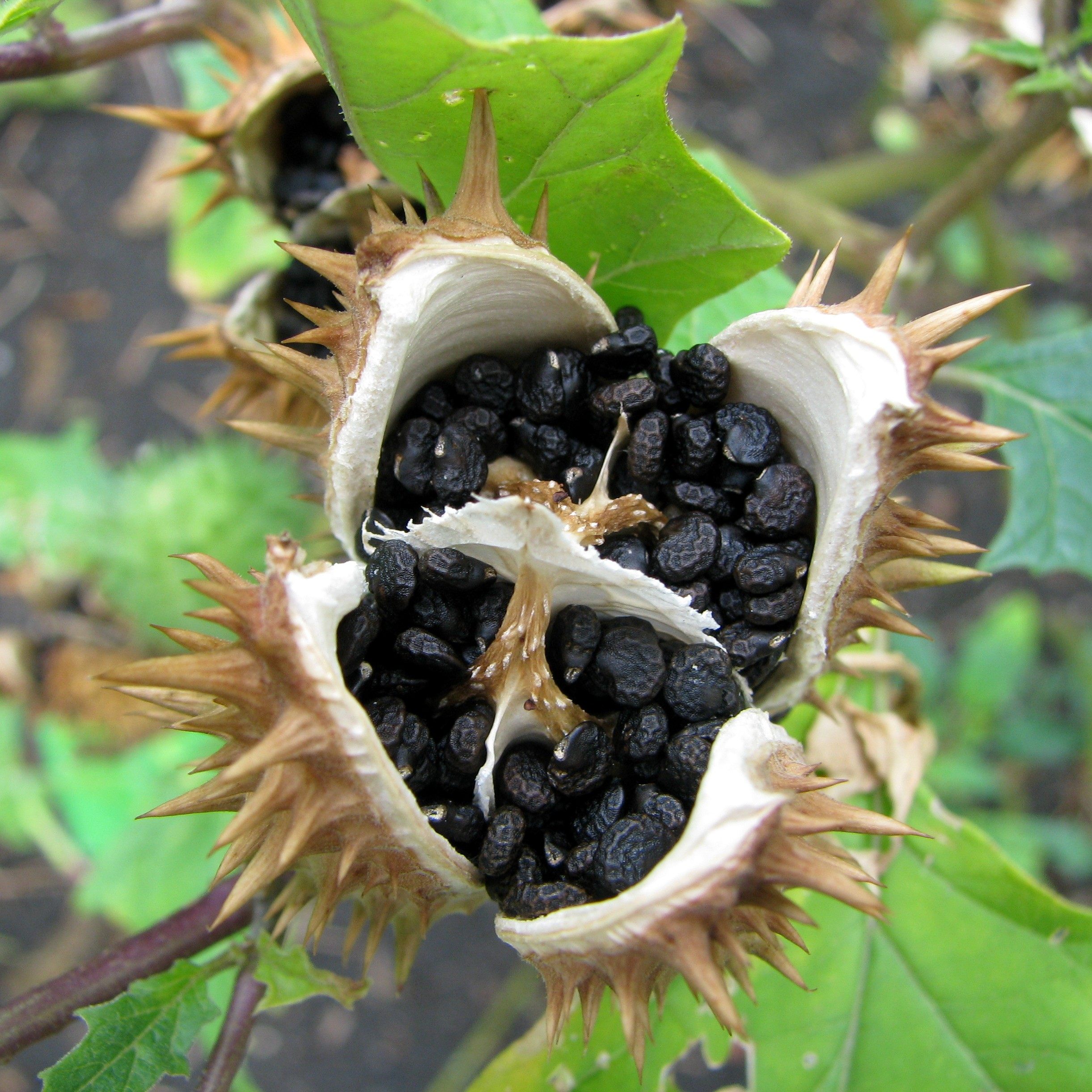
Fruto maduro con semillas negras in situ.

- Castellano: antemonia, antimonio, astramonio, azotacristos, azucena del diablo, berenjena del diablo (8), borregos, burladora (4), campanas, cardos, castaña (2), castañal, castañitas del diablo, castaño, castaño bravío, cenizos, cerón de la vega, ceñiglos (2), ceñilos, cherina, chumbera, chupadera, ciñiglos, ciñilos, el veneno, espantalobos, espantarratones, estramonia (3), estramonica, estramonio (38), estramonio loco, estramonios, estramoño, estramónica (2), flor de la trompeta (4), flor de topo (2), flor de trompeta (3), habatopera, hedionda (4), hediondo (4), hierba de las coles, hierba de topo, hierba de topos, hierba del topo, hierba hedionda (7), hierba hormiguera, hierba topera (3), higuera del infierno (5), higuera hedionda (2), higuera infernal (2), higuera loca (13), jediondo, jedondio, jeyondera, malhuele, manzana espinosa (9), mata de infierno, mata del infierno (2), matatopos (3), metel, metela, nuez del diablo morada, nueza blanca del diablo, perinés (2), planta del diablo, planta topera, resneros, resnos, semilla del diablo, tabacales, trompetilla (11), trompetillas, tártagos (4), túnica de Cristo, túnicas de Cristo, yerba de las coles, yerba de topos, yerba hedionda (6), yerba ratonera. Entre paréntesis, la frecuencia registrada del vocablo en España.[9]

- En Hispanoamérica sus nombres vulgares son: ñongué, ñongué morado, estramonio, higuera loca, higuera del infierno, toloache, hierba del demonio, mata del infierno, manzana espinosa, chayotillo, hediondo, estramónica, hierba hedionda, flor de la trompeta, trompeta de ángel, chamico/chamisco (quechua), flor de luna, tapete, vuélvete loco, Pedro-noche, semillas de loco, malpitte, miyaye (de miaya que significaría andar divagando).[10]